# Крез (Горња Саона)
Крез (фр. Creuse) насеље је и општина у источној Француској у региону Франш-Конте, у департману Горња Саона која припада префектури Лир.
По подацима из 2011. године у општини је живело 75 становника, а густина насељености је износила 14,88 становника/km². Општина се простире на површини од 5,04 km². Налази се на средњој надморској висини од 360 метара (максималној 412 m, а минималној 284 m).

## Демографија
| 1962. | 1968. | 1975. | 1982. | 1990. | 1999. | 2011. |
| ----- | ----- | ----- | ----- | ----- | ----- | ----- |
| 43    | 51    | 50    | 41    | 43    | 51    | 75    |

График промене броја становника у току последњих година